# 丘尔潘村委员会
丘尔潘村委员会（俄语：Чулпанский сельсовет）是俄罗斯联邦阿斯特拉罕州伊克里亚诺耶区所属的一个村委员会。其下辖有2个居民点，行政中心为丘尔潘。据2015年统计，该村委员会的人口为1022人。